# ミラノ市電4600形電車
ミラノ市電4600形電車（ミラノしでん4600がたでんしゃ）は、イタリアの都市・ミラノの路面電車（ミラノ市電）の車両。従来の車両から輸送力を高めた2車体連接車で、制動装置の変更が行われた4700形と共に1955年から1960年にかけて導入された。

## 概要
最初に製造された4600形は、ミラノ市電に在籍していたボギー車の5300形の車体を延長させた連接車（2車体連接車）として設計が行われた経歴を持つ。パドヴァに工場を有していたスタンガ機械工場（Officina Meccanica della Stanga）が発注を受け、テクノマシオ・イタリアーノ・ブラウン・ボベリ（Tecnomasio Italiano Brown Boveri、TIBB）から主要機器や台車の供給が行われた。
1955年に15両が導入されたが、13両（4601 - 4613）は制動装置に発電ブレーキと空気ブレーキを併用していた一方、2両については空気ブレーキを搭載しておらず、区別のため当初の車両番号からの変更が実施された（4614→4714、4615→4715）。これらの車両はミラノ市電での営業運転で良好な成績を記録し、これを受けて空気ブレーキを搭載しない車両を追加で導入する事が決定した。これらは製造メーカーがブレーダ（Breda）に変更され、1960年に18両（4716 - 4733）が導入された。

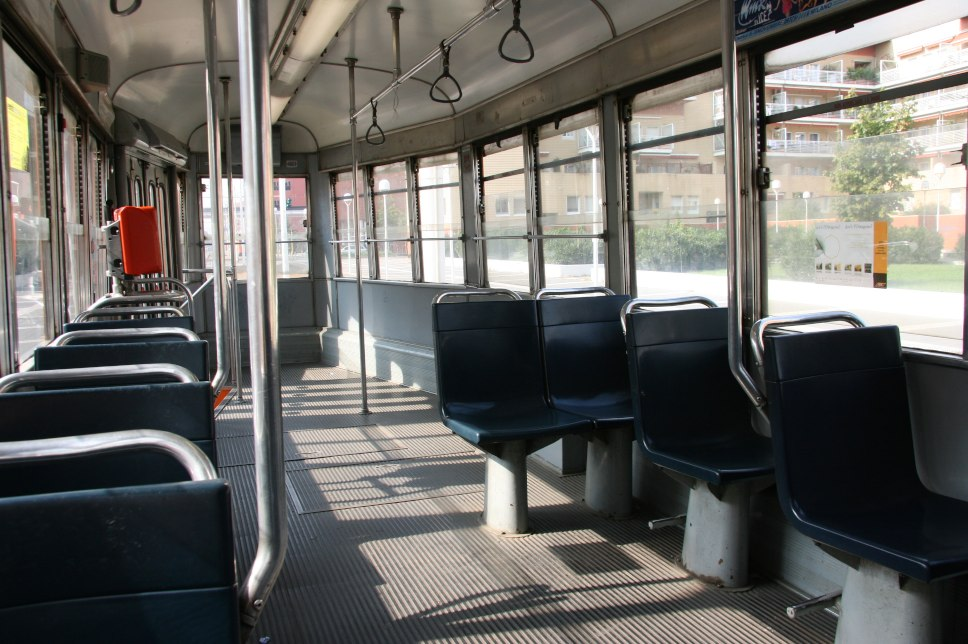
車内

その後は1970年代の集電装置の交換（ポール→パンタグラフ）、車掌台の廃止、1990年代の乗降扉の変更や前照灯の交換といった各種の工事が実施され続けた。2017年以降も、床置き式冷房装置の設置やそれに伴う屋根上の熱交換器の搭載、床張りや屋根、車体の外装の張替え、内装の改修といった大規模な更新工事が行われている。

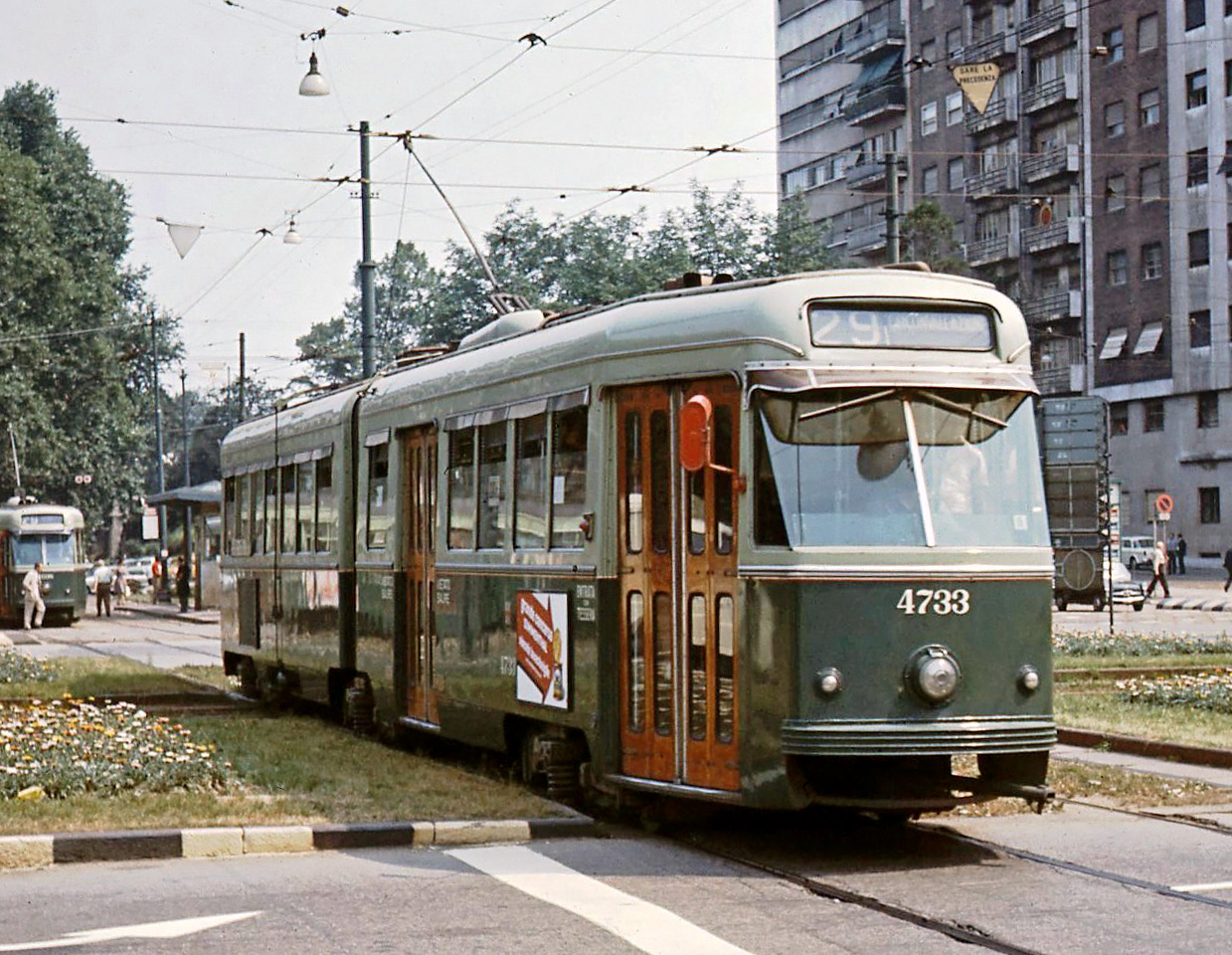
登場時の塗装（4700形：4733） （1969年撮影）
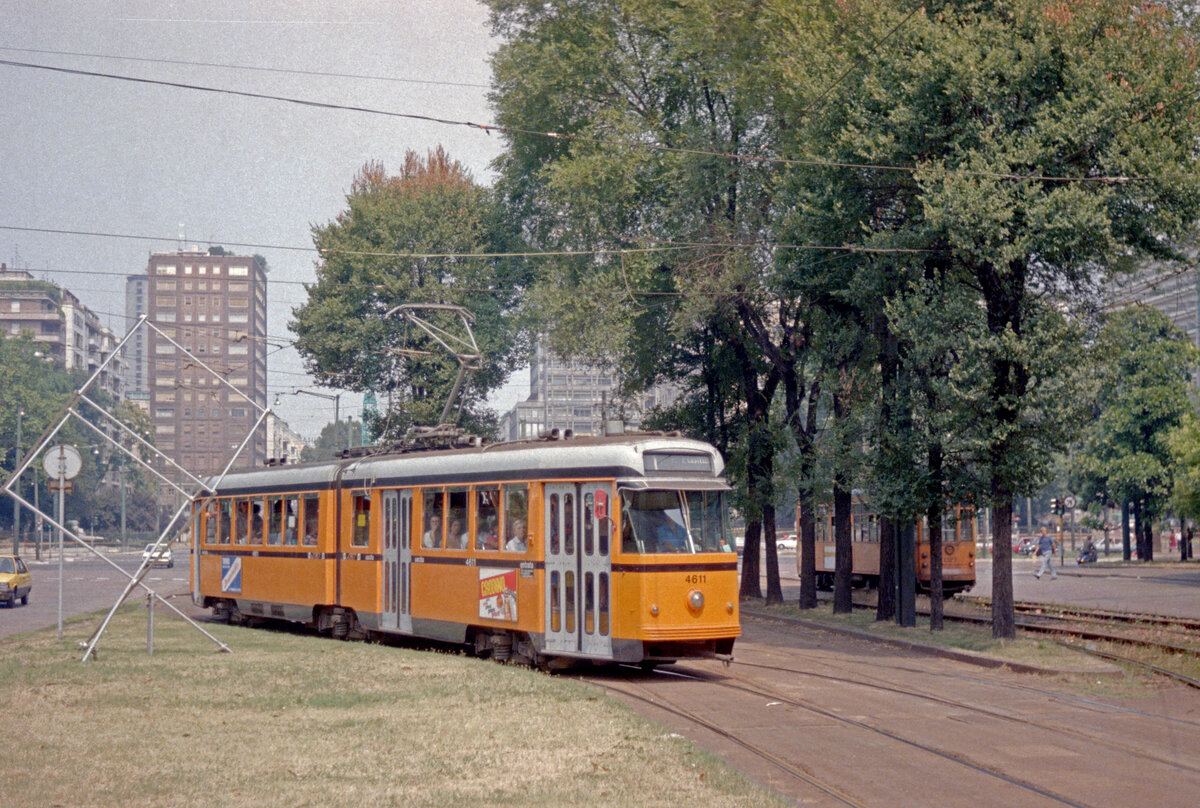
1970年代以降の塗装（4600形：4611） （1984年撮影）
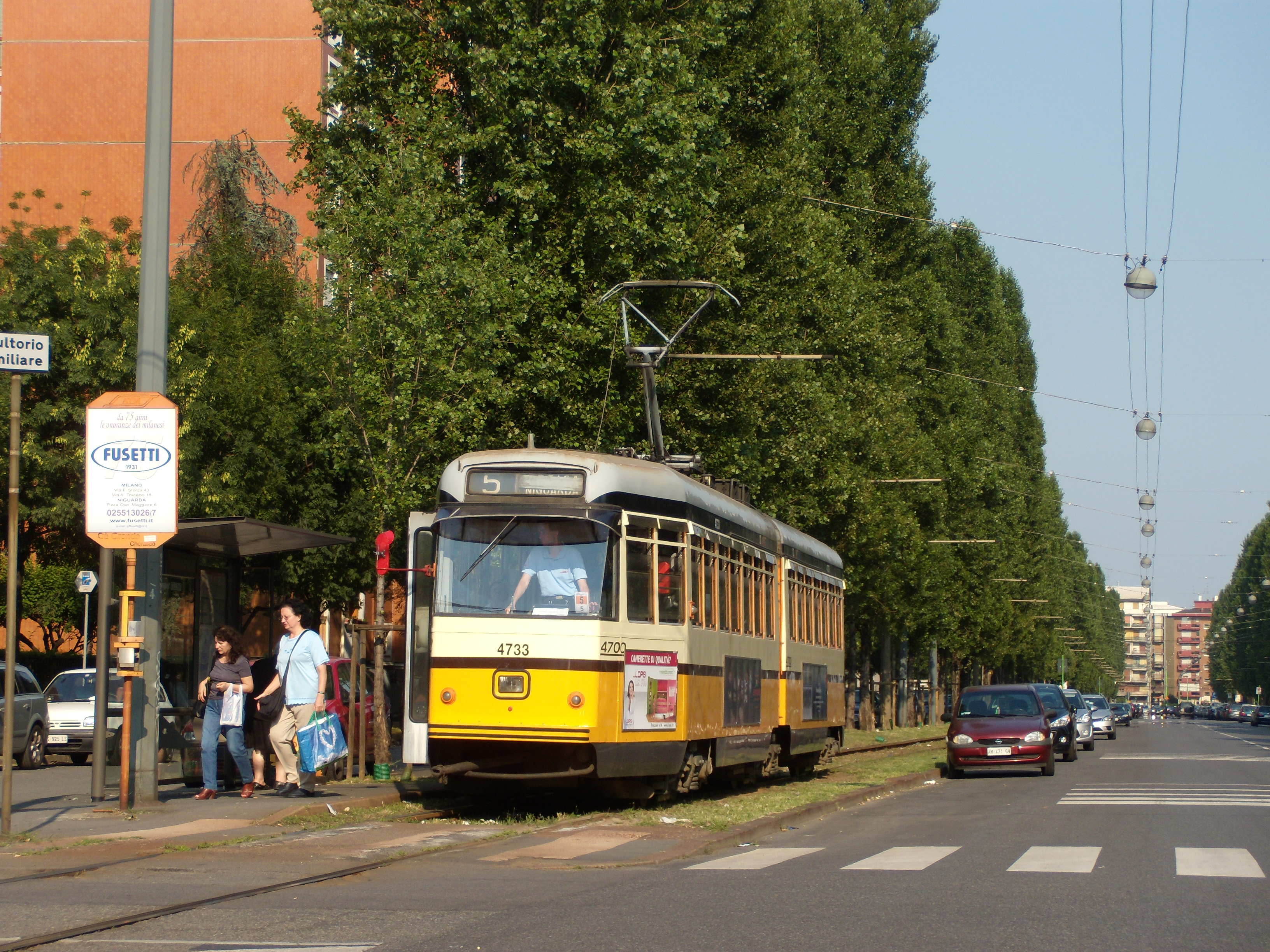
2000年代以降の塗装（4700形：4733） （2010年撮影）
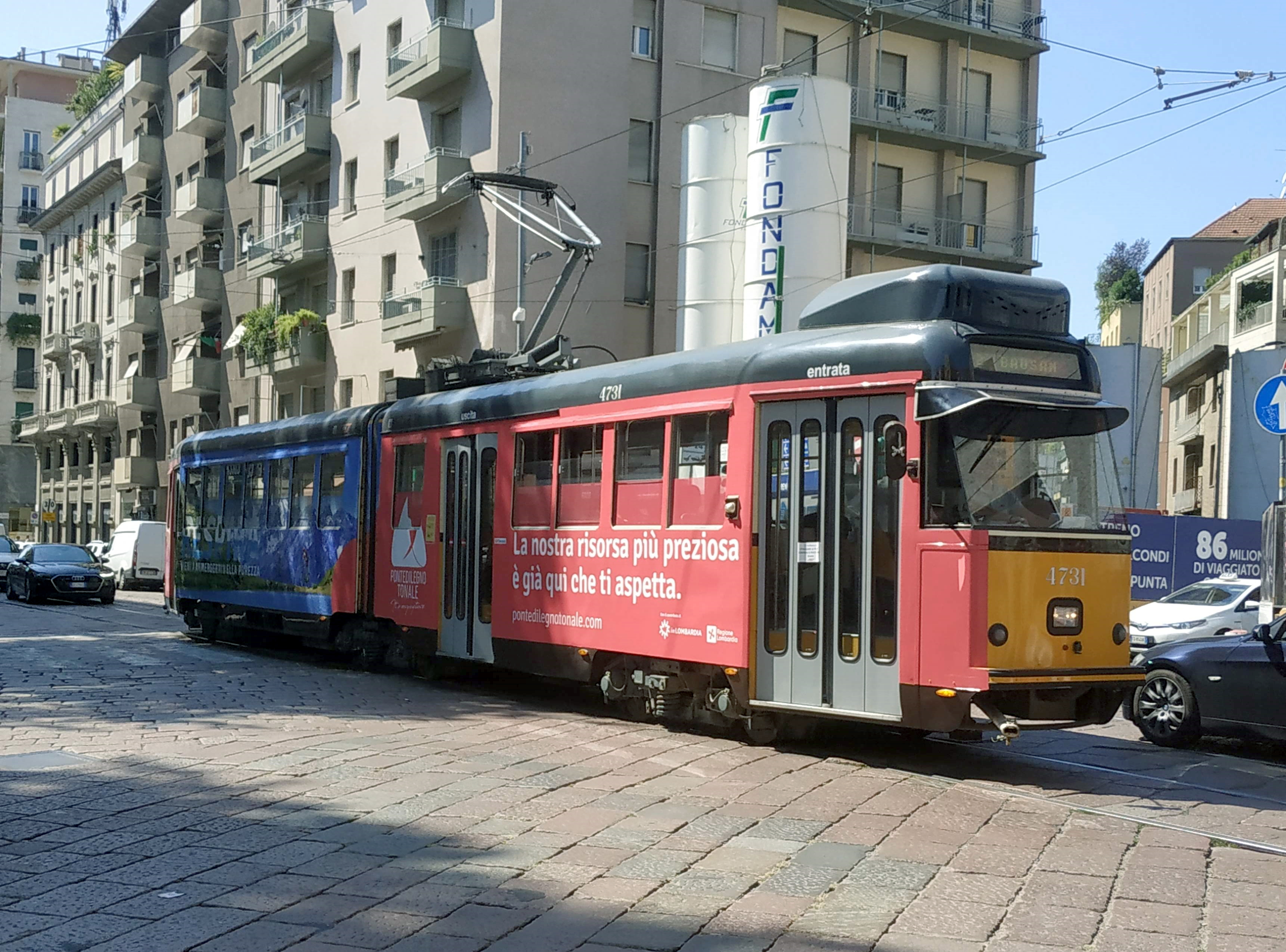
広告塗装（4700形：4731） （2021年撮影）

## 参考資料
- Giovanni Cornolo; Giuseppe Severi (1987). Tram e tramvie a Milano 1840-1987. Azienda trasporti municipali
- Azienda Trasporti Municipali (20 November 1993). Materiale Rotabile Tranvirio (PDF) (Report). 2022年3月7日時点のオリジナル (PDF)よりアーカイブ。2024年12月7日閲覧。